# Ricciardo e Zoraide

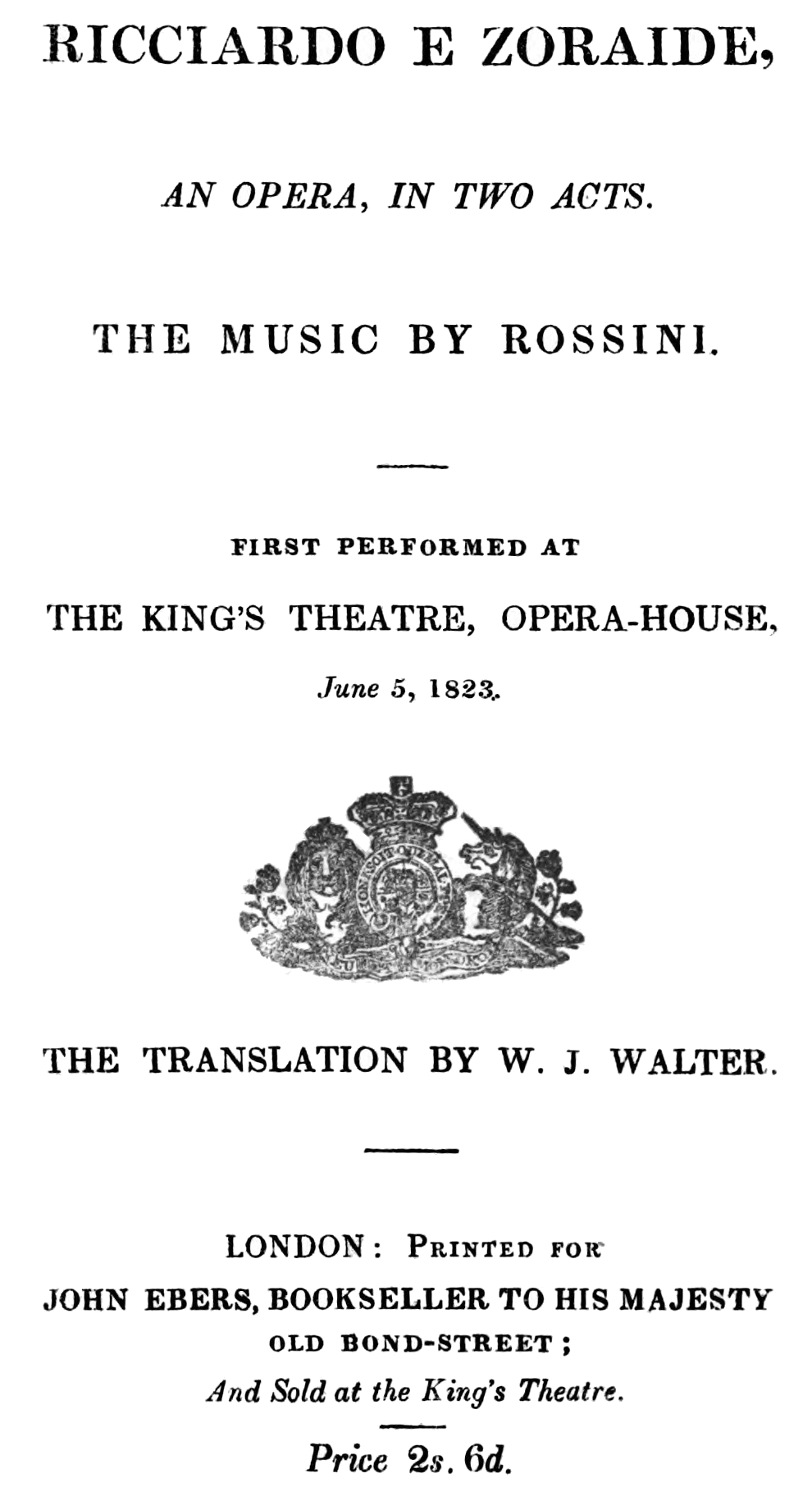
Titelblatt des Librettos, London 1823

Ricciardo e Zoraide ist eine Oper in zwei Akten von Gioachino Rossini (Musik) mit einem Libretto von Francesco Berio di Salsa nach den Gesängen XIV und XV von Niccolò Forteguerris dramatischem Gedicht Il Ricciardetto. Die Uraufführung fand am 3. Dezember 1818 im Teatro San Carlo in Neapel statt.

## Handlung
Die Handlung spielt zur Zeit der Kreuzzüge in Nubien. König Agorante begehrt Zoraide, die Tochter seines Rivalen Ircano, die jedoch den Kreuzritter Ricciardo liebt. Zu Beginn der Oper ist Zoraide in die Hände Agorantes gefallen. Dessen eifersüchtige Gattin Zomira versucht, die Verbindung ihres Mannes mit Zoraide zu verhindern. Unterstützt vom fränkischen Gesandten Ernesto gelangt Ricciardo verkleidet an den Hof Agorantes, um die Freilassung Zoraides zu erwirken. Da Zoraide Agorante standhaft widersteht, beschließt dieser, dass ihr Schicksal in einem Zweikampf entschieden werden soll. Ircano meldet sich verkleidet zu Zoraides Verteidigung, während der ebenfalls noch verkleidete Ricciardo für Agorante kämpfen soll. Ricciardo siegt, fällt aber anschließend zusammen mit Zoraide einer Intrige Zomiras zum Opfer. Agorante verurteilt die beiden zum Tode. Sie werden im letzten Moment durch Ernesto und die Kreuzritter gerettet. Ricciardo schenkt seinen Gegnern großmütig das Leben, und Ircano gibt ihm und seiner Tochter seinen Segen.

„Afrika’s wüstenreiches, vom Nil und der Takazza bewässertes Land Nubien, hatte den König Agorant, der seinen Sitz in der Hauptstadt Dongola (Doncola, Dungala) aufgeschlagen, zum Herrscher. Er lebte in fortdauernder Fehde mit kleinern Fürsten, welche seine Besitzthümer im lande Macorra usurpirten. Der Kühnste unter denselben war Hyrkan, ein Sprößling Asiens, dem es mit Hülfe christlicher Bundesfreunde gelungen war, ein eigen Reich zu stiften.
Hyrkan genoß hohe Vaterfreuden im Besitze seiner Tochter Zoraide, einer edeln, mit allen Zierden der Natur ausgestatteten Jungfrau. Der tapfere Franke Richard, Heerführer der Christen, hing voll inniger Neigung an diesem sanften Geschöpfe; nicht minder erglühte Zoraidens Herz für ihn, und bald sah der frohe Vater eine Liebe keimen, die sein väterliches Gemüth zu schönen Hoffnungen stimmte.
Der Ruf von Zoraidens ungewöhnlicher Schönheit drang bis zum Throne des Königs Agorant, und obgleich dieser schon mit Zomira, einer Fürstentochter, vermählt war, konnte er dennoch nicht der Versuchung widerstehen, die so sehr gerühmte Reizende zu besitzen. Die Landessitten gestatteten ihm mehrere Weiber.“

### Erster Akt
Platz außerhalb der Stadtmauern von Dongala
Szene 1. Zu den Klängen eines Militärmarsches tritt Agorante mit seinem Gefolge auf. Das Volk Nubiens preist ihn und seinen Sieg über den Rebellen Ircano (Introduktion: „Cinto di nuovi allori“). Agorante bekräftigt sein Ansinnen, Ircanos Tochter Zoraide zur Frau zu nehmen. Den Zorn Ricciardos und einen Krieg mit den Kreuzrittern fürchtet er nicht (Arie Agorante: „Minacci pur: disprezzo“ – Chor: „Sì, con quel serto istesso“).
Ein Raum im Palast Agorantes
Szene 2. Während aus der Ferne Lärm zu hören ist, eilt eine Gruppe von Mädchen aufgeregt über die Bühne (Chor: „Quai grida!“). Die im Palast gefangen gehaltene Zoraide erscheint mit ihrer Vertrauten Fatima. Im Chor verbreitet sich die Nachricht von Agorantes Ankunft. Alle sind zutiefst besorgt.
Szene 3. Zoraide und Fatima beschließen, bei Ricciardo Schutz zu suchen. Fatima entfernt sich.
Szene 4. Agorantes Gattin, die nubische Königin Zomira, fordert Zoraide auf, sich vor dem Herrscher zu präsentieren. Sie bietet ihr zum Schein ihre Freundschaft an, da sie wisse, dass Zoraide Agorantes Zuneigung nicht erwidere, sondern Ricciardo liebe. Zoraide jedoch misstraut ihr (Duett Zomira/Zoraide: „Invan tu fingi, ingrata“).
Szene 5. Agorante teilt den beiden Frauen seinen Entschluss mit, sich von Zomira zu trennen, um Zoraide zu heiraten. Zoraide ist entsetzt, Zomira schwört Rache, Agorante fühlt sich von Zoraide missachtet, und der Chor der Mädchen hofft, dass Zoraides Herz für Agorante entflammen werde (Terzett mit Frauenchor: „Giusto Cielo, in lor punisci“).
Aussicht auf einen Teil der Stadtbefestigung Dongalas mit Bewässerungsgräben und angrenzenden Ebenen. Ausläufer des Flusses Nubio, der diese bewässert. Eine Baumgruppe verbirgt einen Teil des Flusses. Berge in der Ferne
Szene 6. Die Soldaten und Späher auf der Stadtmauer stellen fest, dass Ruhe herrscht und die Stadt gut bewacht ist (Chor: „Tutto è in calma“).
Szene 7. In einem kleinen Boot nähern sich der als Afrikaner verkleidete Ricciardo und Ernesto, der Botschafter des christlichen Lagers. Ricciardo hat vor, Zoraide zu befreien. Ernesto mahnt zur Vorsicht, da er sowohl vom verzweifelten Ircano als auch vom unmenschlichen Agorante gesucht werde. Er schlägt vor, zunächst zu versuchen, ihre Freilassung durch Verhandlungen zu erreichen. Ricciardo jedoch will nicht länger warten und ist bereit, jede Gefahr einzugehen (Arie Ricciardo mit Einwürfen Ernestos: „S’ella mi è ognor fedele“). Ricciardo gibt Ernesto eine weiße Fahne. Dieser zeigt sie den Wachen, worauf die Brücke heruntergelassen wird. Die beiden betreten die Stadt.
Zimmer im Palast wie zuvor
Szene 8. Zomira beauftragt ihre Vertraute Elmira, Zoraide zu beobachten. Diese versichert, dass noch Hoffnung bestehe. Beide gehen.
Szene 9. Agorante empfängt den christlichen Botschafter Ernesto und den verkleideten Ricciardo. Ernesto fordert die Freilassung Zoraides und der anderen Gefangenen. Agorante lehnt dies ab. Er müsse nicht die Gesetze feiger Straßenräuber befolgen. Er sei zwar bereit die anderen Gefangenen freizugeben, aber Zoraide müsse bleiben – seit dem Augenblick, in dem sie sein Gefallen geweckt habe, sei sie seine Untertanin. Ricciardo fällt es schwer, Haltung zu bewahren. Ernesto droht mit der Wiederaufnahme der Kampfhandlungen. Der Waffenstillstand sei hinfällig, sollte Agorante nicht einlenken.
Thronsaal
Szene 10. Agorante betritt den Saal mit seinem Gefolge und lässt sich auf dem Thron nieder (Chor: „Se al valore compenso promesso“).
Szene 11. Agorante versucht, Zoraide zu beschwichtigen, indem er sich als Liebenden und nicht als mächtigen Herrscher darstellt – aber sollte sie das nicht umstimmen, habe sie seinen Zorn zu fürchten. Zoraide verweist auf ihre Trauer um das Schicksal ihres Vaters.
Szene 12. Nachdem auch Ricciardo und Ernesto erschienen sind (Finale: „Cessi omai quel tuo rigore“), gibt Agorante seine Entscheidung bekannt: Zoraide muss bei ihm bleiben. Der Krieg ist unvermeidlich, und der Akt endet mit einem allgemeinen Klagegesang („Oppressa, smarrita“ – „Qual suono terrible“).

### Zweiter Akt
Vorhalle des Palasts mit Zugang zu den Gärten
Szene 1. Agorante erhält von seinem Vertrauten Zamorre die Nachricht, dass sich der afrikanische Führer des fränkischen Gesandten noch in Dongala aufhalte und mit ihm sprechen wolle.
Szene 2. Im Gespräch mit Agorante behauptet der immer noch verkleidete Ricciardo, selbst ein Feind Ricciardos zu sein. Dieser habe seine Frau entführt und verlange Zoraide lediglich, um sich an Agorante zu rächen, da er sie für dessen Geliebte halte. Ricciardo bietet ein Bündnis an (Duett: „Donala a questo core“) und will Zoraide von dem Verrat ihres Geliebten in Kenntnis setzen. Agorante geht, um sie zu ihm zu schicken.
Szene 3. Ricciardo spricht sich Mut für sein Vorhaben zu.
Szene 4. Zoraide erscheint. Nach einem kurzen Moment des Zweifels erkennt sie ihren Geliebten. Beide begrüßen sich freudig, und Ricciardo teilt Zoraide mit, dass Ernesto auf dem Weg sei, sie zu befreien (Duett: „Ricciardo!… che veggo?“). Ihr Gespräch wird von Elmira belauscht, die sich nun auf den Weg zu ihrer Herrin macht. Ricciardos Versuch, Zoraide seinen weiteren Plan zu erläutern, wird durch die Rückkehr Agorantes unterbrochen.
Szene 5. Ricciardo rät Zoraide, sich Agorante gegenüber freundlich zu verhalten. Agorante drängt sie erneut, seine Liebe zu erwidern. Als Zoraide ihn weiterhin zurückweist, droht er, sie in den tiefsten Kerker zu werfen.
Szene 6. Ricciardo versucht, Agorante zu besänftigen. Agorante möchte, dass die ganze Welt erfahre, wie sehr er Zoraide geliebt und wie ungerecht sie ihn behandelt habe. Er bestimmt, das Schicksal Zoraides in einem Zweikampf zu entscheiden. In diesem Moment erscheint Ircano verkleidet in brauner Rüstung mit gesenktem Visier und erklärt sich zu Zoraides Verteidiger. Zoraide und Ricciardo schwanken zwischen Hoffnung und Furcht (Quartett „Contro cento, e cento prodi“ – Chor der Krieger: „Non vagliono querele“).
Szene 7. Zoraide wird zum Kerker geführt. Während sie sich noch über das Eingreifen des Unbekannten wundert, teilen ihr die Wachen mit, dass der Führer der Franken (der verkleidete Ricciardo) für den König kämpfen werde (Chor: „Incognito audace“).
Szene 8. Zomira erfährt von Elmira die Identität des angeblichen afrikanischen Führers, der gegen den unbekannten Ritter antreten soll – eine ideale Gelegenheit für ihre Rache (Arie Zomira: „Più non sente – quest’ alma dolente“).
Tiefer dunkler Kerker
Szene 9. Während Zoraide auf einem Felsblock angsterfüllt auf das Ergebnis des Zweikampfs wartet, versucht der Chor sie zu entmutigen (Chor und Zoraide: „Il tuo pianto, i tuoi sospiri“).
Szene 10. Zomira kommt in die Zelle und gibt vor, sie befreien zu wollen (Finale: „Zomira! oh ciel!… Forse tu qui ne vieni“). Ricciardo habe zwar gesiegt, sei aber verhaftet worden, nachdem seine Verkleidung aufgedeckt wurde. Wenn Zoraide ihn retten wolle, müsse sie schnellstens zu ihm gehen. Zomira zeigt ihr den Weg aus dem Gefängnis, und Zoraide eilt fort, um mit Ricciardo zu fliehen. Der vermeintliche Fluchtweg entpuppt sich jedoch als eine Falle Zomiras. Zoraide und Ricciardo befinden sich nun in ihrer Gewalt.
Szene 11. Zomira freut sich über ihre bereits zur Hälfte gelungene Rache.
Szene 12. Agorante ist überrascht, Zomira in der Zelle vorzufinden. Zomira teilt ihm mit, dass Zoraide geflohen sei, und deckt auch die Identität des unbekannten Ritters – Zoraides Vater Ircano – auf.
Szene 13. Zomira fühlt sich nun vollständig gerächt. Ihr Gefolge besingt das gefangene Paar, das trotz der Ketten die Liebe genießen kann (Chor: „Fra’ lacci già sono“).
Großer Platz mit einer Weggabelung, die zum Flussufer führt
Szene 14. Unter dem Klagegesang des Volks wird das zum Tode verurteilte Paar vorgeführt (Chor: „Qual giorno, aimè! d’orror!“). Ricciardo und Zoraide trösten sich damit, zumindest im Tode vereint zu sein. Ircano sagt sich enttäuscht von seiner Tochter los, da ihre Liebe Schuld an seinem Unglück sei. Er erklärt ihr, dass er selbst für sie gekämpft hatte und von dem Verräter Ricciardo besiegt wurde.
Szene 15. Agorante erscheint mit seinem Gefolge und drängt auf einen schnellen Vollzug des Urteils. Zoraide fleht ihn an, zumindest ihren Vater zu verschonen (Zoraide: „Salvami il padre almeno“). Agorante befiehlt jedoch, zunächst Ricciardo zu töten und anschließend – wenn Zoraide ihn dann noch immer nicht erhören will – auch Ircano. Wenn sie ihm auch dann nicht ihre Hand reiche, werde auch sie dem Untergang geweiht. Schließlich entscheidet sich Zoraide dafür, ihren Vater zu retten, und erklärt, Agorante könne ihre Hand haben, aber niemals ihr Herz. Das Volk, Ircano und Ricciardo bewundern ihre Standhaftigkeit.
Szene 16. Zomira berichtet entsetzt, dass die Feinde in die Stadt eingefallen seien. Kurz darauf marschiert Ernesto mit seinen Truppen ein. Nach einem kurzen Handgemenge werden Agorantes Anhänger vertrieben, während er selbst mit Ernesto ficht. Ricciardo befreit Ircano und hindert Ernesto daran, den unterlegenen Agorante zu töten. Er vergibt ihm und Zomira. Zoraide schickt er zu ihrem Vater, um sich mit ihm zu versöhnen. Ircano ist beeindruckt von so viel Opferbereitschaft und Tugend. Er erkennt, dass Ricciardo die Hand seiner Tochter wert ist. Alle feiern den glücklichen Ausgang.

## Gestaltung

### Instrumentation
Die Orchesterbesetzung der Oper enthält die folgenden Instrumente:
- Zwei Flöten / Piccoloflöte, zwei Oboen / Englischhorn, zwei Klarinetten, zwei Fagotte
- Vier Hörner, zwei Trompeten, drei Posaunen
- Pauken, Große Trommel, Triangel
- Harfe
- Streicher
- Bühnenmusik

### Musiknummern
Die Oper enthält die folgenden Musiknummern:
Erster Akt
- Ouvertüre
- Nr. 1. Introduktion: „Cinto di nuovi allori“ (Szene 1)
- Nr. 2. Rezitativ: „Popoli della nubia“ (Szene 1)
  - Arie (Agorante): „Minacci pur: disprezzo“ (Szene 1)
  - Chor: „Sì, con quel serto istesso“ (Szene 1)
- Nr. 3. Chor: „Quai grida!“ (Szene 2)
- Nr. 4. Rezitativ: „Deh! frena il lungo duol“ (Szene 3)
  - Duett (Zomira, Zoraide): „Invan tu fingi, ingrata“ (Szene 4)
- Nr. 5. Rezitativ: „A voi ritorno alfine“ (Szene 5)
  - Terzett (Agorante, Zoraide, Zomira): „Giusto Cielo, in lor punisci“ (Szene 5)
- Nr. 6. Chor: „Tutto è in calma?“ (Szene 6)
- Nr. 7. Rezitativ: „Eccoci giunti al desiato loco“ (Szene 7)
  - Arie con pertichini bzw. Duett (Ricciardo mit Einwürfen Ernestos): „S’ella mi è ognor fedele“ (Szene 7)
- Nr. 8. Rezitativ: „Elmira, e non deggi’io fremer disdegno“ (Szene 8)
  - Chor: „Se al valore compenso promesso“ (Szene 10)
- Nr. 9. Rezitativ: „Sgombra ogni tema dal tuo cor“ (Szene 11)
  - Finale: „Cessi omai quel tuo rigore“ (Szene 12)
  - Tutti: „Oppressa, smarrita“ – „Qual suono terrible“

Zweiter Akt
- Nr. 10. Rezitativ: „Zamorre, ed è pur quegli!“ (Szene 1)
  - Duett (Agorante, Ricciardo): „Donala a questo core“ (Szene 2)
- Nr. 11. Rezitativ: „Partì… che mai farò?“ (Szene 3)
  - Duett (Zoraide, Ricciardo): „Ricciardo!… che veggo?“ (Szene 4)
- Nr. 12. Rezitativ: „Dimmi, spiegami alfin qual fu l’inganno“ (Szene 4)
  - Quartett (Ircano, Agorante, Zoraide, Riccardo): „Contro cento e cento prodi“ (Szene 6)
  - Chor der Krieger: „Non valgono querele“ (Szene 6)
  - Chor: „Incognito audace“ (Szene 7)
  - Chor (hinter der Szene): „Il tuo pianto, i tuoi sospiri“ (Szene 9)
- Nr. 13. Rezitativ und Finale: „Zomira! oh ciel!… Forse tu qui ne vieni“ (Szene 10)
  - Chor der Vertrauten Zomiras: „Fra’ lacci già sono“ (Szene 13)
  - Chor: „Qual giorno, aimè! d’orror!“ (Szene 14)
  - Zoraide: „Salvami il padre almeno“ (Szene 15)

### Musik
Ungewöhnlich für die Opern Rossinis ist, dass Ricciardo e Zoraide nicht eine austauschbare generische Ouvertüre verwendet, sondern ein speziell der Aufführungssituation angepasstes vierteiliges Vorspiel. Der Vorhang öffnet sich nach einem kurzen Largo von elf Takten. Es folgen ein von Bläsern auf der Bühne gespielter Marsch und ein „Andante grazioso con variazioni“. Abschließend wird der Marsch mit Beteiligung des Chores wiederholt.:108
Das Bühnenorchester („Banda“) setzte Rossini hier erstmals in größerem Rahmen ein, um zusätzliche Farbeffekte zu erzielen. Die begleiteten Rezitative (Accompagnati) führte er mit besonderer Sorgfalt aus.:248
Die Oper wird von Ensemble-Sätzen dominiert. Bereits der französische Komponist Ferdinand Hérold hob nach einer in Florenz besuchten Aufführung von 1821 in seinem Tagebuch „drei bezaubernde Duette, ein entzückendes Quartett und die energetischen Chöre“ hervor.:88 Besonders erwähnenswert sind der Chor „Qual giorno, aimè! d’ orror!“ (zweiter Akt, Szene 14) – der größte Chor der Oper mit Einsatz der Banda – und der hinter der Bühne gesungene Chor „Il tuo pianto, i tuoi sospiri“ (zweiter Akt, Szene 9).:248

## Werkgeschichte
Ricciardo e Zoraide ist eine der drei Opern, die Rossini im Jahr 1818 schrieb. Die anderen beiden waren Mosè in Egitto und Adina – letztere wurde allerdings erst 1826 uraufgeführt. Das Libretto schrieb der Marchese Francesco Berio di Salsa. Es basiert auf dem dramatischen Gedicht Il Ricciardetto des Priesters, Dichters und Mitglieds der Accademia dell’Arcadia Niccolò Forteguerri, einer Satire über die Verworfenheit der Geistlichkeit.:107 Das Libretto gilt nicht als besonders gelungen. Herbert Weinstock nannte es ein „armseliges Machwerk“,:107 und Richard Osborne schrieb: „Mit allen Details würde sich die Geschichte lesen wie ein Epos von Marlowe, nacherzählt von den Marx Brothers; es ist Rossinis Musik, die die nackten dramatischen Grundtypen beseelt und trägt.“:247
Die Uraufführung im Teatro San Carlo in Neapel war ursprünglich für den 26. September 1818 geplant. Sie wurde zunächst wegen einer Erkrankung Rossinis auf den 28. November, und dann aufgrund einer Verletzung der Primadonna Isabella Colbran (Zoraide) um eine weitere Woche verschoben. Die Premiere fand schließlich am 3. Dezember 1818 statt. Neben Colbran sangen darin Andrea Nozzari (Agorante), Giovanni David (Ricciardo), Michele Benedetti (Ircano), Rosmunda Pisaroni (Zomira), Giuseppe Ciccimarra (Ernesto), Maria Manzi (Fatima), Raffaella De Bernardis (Elmira) und Gaetano Chizzola (Zamorre).:107 Die Aufführung war ein Erfolg.:88
Es folgten bis in die 1830er-Jahre viele weitere Aufführungen an italienischen Opernhäusern, aber auch 1821 im Teatro de São Carlos in Lissabon und 1823 im Teatre de la Santa Creu in Barcelona, im Hoftheater Dresden, sowie im King’s Theatre in London. Bereits am 3. Oktober 1819 wurde die Oper in Wien in deutscher Sprache aufgeführt.:88 Dort wurde 1822 auch eine überarbeitete einaktige Fassung gespielt, nach deren Aufführung sich eine große Menschenmenge vor dem Haus versammelte, in dem Rossinis Familie zu Abend aß – noch um zwei Uhr nachts wurde daraufhin ein improvisiertes Konzert mit Rossini-Arien gegeben, bis die Versammlung von der Polizei aufgelöst wurde.:112 In deutscher Sprache wurde sie auch 1820 in Stuttgart und Budapest, 1821 in München und 1823 in Graz gespielt. 1824 gab es eine Aufführung im Théâtre-Italien in Paris.:433 Nach einer letzten Aufführung des Teatro alla Scala in Mailand im Herbst 1846 verschwand das Werk von den Aufführungsplänen der Bühnen.:88
In neuerer Zeit gab es erst 1990 und 1996 wieder szenische Aufführungen beim Rossini Opera Festival Pesaro.:88 2013 wurde die Oper beim Festival Rossini in Wildbad gespielt.
Rossini übernahm drei Nummern und Teile der Ouvertüre in Eduardo e Cristina.:92 Das Andante der Ouvertüre taucht auch in Bianca e Falliero auf,:99 und ein Chor und ein Teil eines Duetts in Matilde di Shabran.:106 1820 verwandte er ein Ensemble aus Ricciardo e Zoraide für den Schluss einer für den römischen Karneval erstellten Spezialfassung des Otello, bei der das tragische durch ein fröhliches Ende ersetzt wurde.:65

## Aufnahmen
- 1987 (Ausschnitte): David Parry (Dirigent), Philharmonia Orchestra London. Philip Doghan (Agorante), Diana Montague (Zoraide), Paul Nilon (Ricciardo), Geoffrey Dolton (Ircano). Opera Rara CD: ORCH 103.[10]:15968
- August 1990 (Video, live vom Rossini Opera Festival Pesaro, Fassung von Federico Agostinelli und Gabriele Gravagna): Riccardo Chailly (Dirigent), Luca Ronconi (Inszenierung), Orchester des Teatro Comunale di Bologna, Prager Philharmonischer Chor. Bruce Ford (Agorante), June Anderson (Zoraide), William Matteuzzi (Ricciardo), Giovanni Furlanetto (Ircano), Gloria Scalchi (Zomira), Iorio Zennaro (Ernesto), Ornella Bonomelli (Fatima), Antonella Trevisan (Elmira), Patrizio Sandelli (Zamorre). Legato / VHS Video Cassette – Bel Canto Society #619 (NTSC & PAL).[10]:15969
- Juni 1995 (vollständig): David Parry (Dirigent), Academy of St Martin in the Fields, Geoffrey Mitchell Choir. Bruce Ford (Agorante), Nelly Miricioiu (Zoraide), William Matteuzzi (Ricciardo), Alastair Miles (Ircano), Della Jones (Zomira), Paul Nilon (Ernesto), Carol Smith (Fatima), Alice Cooper (Elmira), Toby Spence (Zamorre). Opera Rara ORC 14 (3 CD).[10]:15970
- 11. August 1996 (live vom Rossini Opera Festival Pesaro): David Parry (Dirigent), Luca Ronconi (Inszenierung), Orchestra della Toscana, Prager Kammerchor. Charles Workman (Agorante), Anna Rita Taliento (Zoraide), Gregory Kunde (Ricciardo), Umberto Chiummo (Ircano), Mariana Pentcheva (Zomira), Luigi Petroni (Ernesto), Gemma Bertagnolli (Fatima), Daniela Barcellona (Elmira), Enrico Cossutta (Zamorre).[10]:15971